# Савченко Роман Михайлович
Рома́н Миха́йлович Са́вченко (1993—2014) — сержант Збройних сил України, учасник російсько-української війни.

## Короткий життєпис
Народився 1993 року в селі Котовка (Магдалинівський район, Дніпропетровська область). Проживав у селі Гупалівка.
У часі війни — номер обслуги, 93-а окрема механізована бригада. Після закінчення війн мріяв про роботу у правоохоронних органах — хотів будувати нову Україну.
29 серпня 2014-го загинув під час виходу з Іловайського котла «зеленим коридором» на дорозі біля села Новокатеринівка — осколкове поранення голови. 2 вересня 2014-го тіла 88-ми загиблих в Іловайському котлі привезені до запорізького моргу. Перебував в списках полонених. Упізнаний побратимами та родичами.
Похований в селі Гупалівка, Магдалинівського району Дніпропетровської області.
Без Романа лишилась мама.

### Нагороди та вшанування пам'яті
За особисту мужність і героїзм, виявлені у захисті державного суверенітету та територіальної цілісності України, вірність військовій присязі під час російсько-української війни, відзначений — нагороджений:
- 27 червня 2015 року — орденом «За мужність» III ступеня (посмертно).[3]
- В Україні на державному рівні відбуваються заходи з нагоди Дня пам'яті захисників України, які загинули в боротьбі за незалежність, суверенітет і територіальну цілісність нашої держави. Вшанування пам'яті за Романом Михайловичем Савченком відбувається 29 серпня кожного року.[4][5]
- Його портрет розміщений на меморіалі «Стіна пам'яті полеглих за Україну» у Києві: секція 3, ряд 8, місце 34